# Benjamin Péret
Benjamin Péret, né le 4 juillet 1899 à Rezé (Loire-Atlantique) et mort le 18 septembre 1959 à Paris, est un écrivain et poète surréaliste, usant également des pseudonymes de Satyremont, Peralda et Peralta.

## Biographie

### Premières années
Au cours de la Première Guerre mondiale, sa mère le fait engager comme infirmier. En 1920, elle rend visite à André Breton, pour lui acheter le dernier numéro de la revue Littérature et lui recommander une « personne » qui doit bientôt venir à Paris, s'y fixer et « qui voudrait se lancer dans la littérature ». Quelques jours plus tard, Benjamin Péret arrive.
En 1921, il participe au procès contre Maurice Barrès, organisé par les dadaïstes parisiens. Il y apparaît dans le rôle du « soldat inconnu ».
En 1928, Benjamin Péret écrit Les Rouilles encagées. Ce conte érotique doit paraitre chez l’éditeur clandestin René Bonnel, comme Histoire de l’œil, de Georges Bataille, et Le con d’Irène, de Louis Aragon. Mais les épreuves sont saisies par la police, empêchant l’impression. Quelques poèmes extraits du livre sont publiés l’année suivante dans la plaquette 1929, avec des textes d'Aragon et des photos pornographiques de Kiki de Montparnasse par Man Ray. Il faudra attendre 1954 pour une première édition à part entière chez Éric Losfeld, qui dissimule le titre sous une contrepèterie de son cru (Les Rouilles encagées). L’ouvrage est encore interdit aux mineurs en 1970.

### Brésil
En 1928, il épouse la cantatrice brésilienne Elsie Houston et fait la connaissance de Mario Pedrosa, son beau-frère, qui vient de souscrire aux thèses de Léon Trotski. Au Brésil, où il séjourne de 1929 à 1931, il s’invente une sorte de nouvelle vie qui fait de lui simultanément : un opposant de gauche, un poète reporter curieux des rituels de la macumba et du candomblé, un correcteur, un père de famille (son fils, Geyser, naît le 31 août 1931) et un prisonnier politique. Péret est finalement expulsé comme « agitateur communiste » par le gouvernement de Getúlio Vargas. Revenu en France, il devient membre de l'Union communiste.

### Espagne
En 1936, peu après le début de la guerre civile, Benjamin Péret part en Espagne et rejoint les combattants du POUM (Parti ouvrier d'unification marxiste). Déçu par les dissensions internes de l'extrême gauche antistalinienne, Péret dirige une unité d'anarchistes de la colonne Durutti qui combat sur le front de Teruel. À Barcelone, il rencontre la peintre Remedios Varo qu'il épousera en 1946.

### Premier retour en France
Revenu en France, il est emprisonné en mai 1940 à Rennes au motif de reconstitution de ligue dissoute (trotskiste), puis libéré sous caution. Rentré à Paris, il glisse des coquilles dans un journal collaborateur tout en dirigeant les premières réunions du groupe La Main à plume avec Robert Rius. En mars 1941, il se réfugie et travaille à la coopérative Le Croque-fruit.

### Mexique
En 1941, Benjamin Péret et Remedios Varo obtiennent un visa et partent pour le Mexique. Ils y restent jusqu'en 1948. fasciné par l’art maya, ses mythes et légendes, il commence une anthologie qu’il achève peu de temps avant sa mort. En 1945, il écrit le pamphlet Le Déshonneur des poètes en réaction à l'ouvrage de Pierre Seghers L'Honneur des poètes, d'abord publié clandestinement en 1943.

### Retour définitif en France
Séparé de Remedios Varo et revenu en France, il poursuit ses activités surréalistes. Il est le seul artiste qui ne se fâchera jamais avec André Breton (1896-1966).
Benjamin Péret est enterré à Paris, dans le cimetière des Batignolles

## Œuvres
- 1921 : Le Passager du transatlantique, éditions du Sans-Pareil, Paris, illustré par Jean Arp
- 1925 : Il était une boulangère, éditions du Sagittaire, Paris, Les Cahiers Nouveaux n°11
- 1925 : 152 Proverbes mis au goût du jour, en collaboration avec Paul Éluard, dans La Révolution surréaliste
- 1927 :  Dormir, dormir dans les pierres, éditions surréalistes José Corti
- 1928 : Les Rouilles encagées, conte érotique. Saisi et interdit, puis réédité par Éric Losfeld en 1954 avec sept dessins de Yves Tanguy
- 1928 : Le Grand Jeu, poèmes, éditions Gallimard
- 1929 : 1929, Paris, Allia, 1993, 5e éd., 48 p. (ISBN 979-10-304-0834-8)
- 1931, Ne visitez pas l'exposition coloniale, tract collectif signé par André Breton, Paul Éluard, Georges Sadoul
- 1934 : De derrière les fagots, poèmes, éditions surréalistes José Corti
- 1936 : Je sublime, poèmes, éditions surréalistes José Corti, illustré par Max Ernst
- 1936 : Je ne mange pas de ce pain-là
- 1939 (février) : Un ennemi déclaré, article publié dans La Clé no 2 en réponse à un article d'Émile Hambresin au sujet de la Guerre d'Espagne
- 1945 : Le Déshonneur des poètes, pamphlet[8]
- 1946 : Dernier malheur dernière chance, éditions Fontaine
- 1946 : Un point c'est tout, poèmes
- 1947 : Feu Central, avec des illustrations d'Yves Tanguy
- 1952 : Les Syndicats contre la révolution, avec Grandizo Munis[9]
- 1952 : Air mexicain
- 1952 : texte du film L'Invention du monde, réalisé par Michel Zimbacca & Jean-Louis Bédouin
- 1955 : Le Livre de Chilam Balam de Chumayel, traduction et présentation, Denoël
- 1956 : Anthologie de l’amour sublime
- 1956 : La Commune des Palmares
- 1957 : Gigot, sa vie, son œuvre

## Éditions posthumes
- 1960 : Anthologie des mythes, légendes et contes populaires d’Amérique, Paris, Albin Michel, 413 p., 12 illustrations hors texte, 17 in texte

- 1965 : Pour un second manifeste communiste avec Grandizo Munis, éditions Éric Losfeld
- 1969 : Œuvres complètes, Tome 1 : [Poésie] Portrait de Péret par André Masson. Préface d'André Breton (Anthologie de l'humour noir, 1950), Eric Losfeld & Association des amis de Benjamin Péret, 316 p., lire en ligne
- 1971 : Œuvres complètes, Tome 2 : [Poésie] Collage de Péret en frontispice. Préface de Pierre Naville (1925), Eric Losfeld & Association des amis de Benjamin Péret, 336 p., lire en ligne
- 1979 : Œuvres complètes, Tome 3 : [Contes) Collage de Péret en frontispice. Portrait de Péret par Oscar Dominguez. Préface d'Octavio Paz (1959), Eric Losfeld & Association des amis de Benjamin Péret, 300 p.
- 1987 : Œuvres complètes, Tome 4 : [Contes – Œuvres en collaboration] Préface de Robert Sabatier (Histoire de la poésie française, 1982), Eric Losfeld & Association des amis de Benjamin Péret, 300 p.
- 1989 : Œuvres complètes, Tome 5 : [Textes politiques] Préface de Guy Prévan, notes et chronologie de Gérard Roche, José Corti & Association des amis de Benjamin Péret, 388 p.
- 1992 : Œuvres complètes, Tome 6 : [Les Amériques… et autres lieux – Le Cinématographe – Les Arts plastiques] Préface de Jean-Louis Bédouin, José Corti & Association des amis de Benjamin Péret, 381 p.
- 1995 : Œuvres complètes, Tome 7 : [Le Déshonneur des poètes – Textes divers – Correspondance – Bibliographie] Préface de Jean Schuster, José Corti & Association des amis de Benjamin Péret, 594 p.

- 2014 : Dans la zone torride du Brésil. Visites aux indiens, liminaire de Jérôme Duwa, postface de Leonor de Abreu, éditions du Chemin de fer
- 2017 : Les arts primitifs et populaires du Brésil, illustré de plus de 200 photographies inédites, éditions du Sandre
- 2017 : Correspondance 1920-1959 avec André Breton, présentée et éditée par Gérard Roche, Paris, Gallimard
- 2020 : Contes suivis de Histoire naturelle, Rennes, Les Perséides

## Filmographie
- Je ne mange pas de ce pain-là : Benjamin Péret, poète c'est-à-dire révolutionnaire, film documentaire de Rémy Ricordeau (94 min), Paris, 2015, édition DVD en coffret avec un livret de 88 pages[10]